# Yumi Umeoka
Yumi Umeoka (梅岡 由美 Umeoka Yumi?), är en japansk tidigare fotbollsspelare.
Yumi Umeoka debuterade för japans landslag den 15 juni 1997 i en 0–0-match Kina. Hon spelade 4 landskamper för det japanska landslaget. Hon deltog bland annat i Asiatiska mästerskapet i fotboll för damer 1997.